# Cão de caça da Polônia
A cão de caça da Polônia[Nota] (em polonês/polaco:  Gończy Polski) é uma raça que, tal como as demais de caça europeias, quase foi extinta nas guerras. Parecido com seu parente, o bloodhund, foi perpetuado graças a alguns exemplares sobreviventes recolhidos após a Segunda Guerra Mundial, o que não aconteceu com sua variante menor, o Polski pies gonczy. Considerado um perseguidor resistente, é usado para farejar animais maiores. Com a sobrevivência assegurada devido aos esforços de novos criadores, passou também a ser apressiado nos lares, como animal de companhia bem adaptado.